# De Kronieken van Narnia: Prins Caspian (soundtrack)
De Kronieken van Narnia: Prins Caspian is de soundtrack van de Britse film De Kronieken van Narnia: Prins Caspian. Het album werd gecomponeerd door Harry Gregson-Williams en kwam uit op 13 mei 2008, een paar dagen na de film.

## Tracklijst
| 1.                 | Prince Caspian Flees           |                  | 4:33 |
| 2.                 | The Kings and Queens of Old    |                  | 3:33 |
| 3.                 | Journey to the How             |                  | 4:45 |
| 4.                 | Arrival at Aslan's How         |                  | 2:57 |
| 5.                 | Raid on the Castle             |                  | 7:05 |
| 6.                 | Miraz Crowned                  |                  | 4:47 |
| 7.                 | Sorcery and Sudden Vengeance   |                  | 6:16 |
| 8.                 | The Duel                       |                  | 5:56 |
| 9.                 | The Armies Assemble            |                  | 2:22 |
| 10.                | Battle at Aslan's How          |                  | 5:17 |
| 11.                | Return of the Lion             |                  | 4:16 |
| 12.                | The Door in the Air            |                  | 7:52 |
| 13.                | The Call                       | Regina Spektor   | 3:08 |
| 14.                | A Dance 'Round the Memory Tree | Oren Lavie       | 3:42 |
| 15.                | This Is Home                   | Switchfoot       | 3:54 |
| 16.                | Lucy                           | Hanne Hukkelberg | 4:33 |
| Totale duur: 75:04 |                                |                  |      |

## Hitnoteringen

### NPO Klassiek Filmmuziek Top 200
| Als The Chronicles of Narnia in de NPO Klassiek Filmmuziek Top 200 | Als The Chronicles of Narnia in de NPO Klassiek Filmmuziek Top 200 | Als The Chronicles of Narnia in de NPO Klassiek Filmmuziek Top 200 |
| Jaar                                                               | 2024                                                               | 2025                                                               |
| ------------------------------------------------------------------ | ------------------------------------------------------------------ | ------------------------------------------------------------------ |
| Positie                                                            | 141                                                                | 133                                                                |